# Woodstock (Peanuts)
Woodstock is een personage uit de Amerikaanse stripreeks Peanuts van Charles M. Schulz. Hij is een klein geel vogeltje, en de vaste partner van Snoopy.

## Geschiedenis
Reeds in de jaren 60 begon Schulz met het introduceren van meerdere vogels die geregeld Snoopy’s hondenhok bezochten voor uiteenlopende doelen. Geen van hen kreeg ooit een naam. Tevens hadden ze geen tekst. Snoopy kon hen blijkbaar verstaan door hen enkel aan te kijken.
In 1967 introduceerde Schulz een prototype van Woodstock, maar het personage kreeg zijn naam pas op 22 juni 1970. Daarna werd hij een vast personage in de strip. Woodstock’s naam was afgeleid van het Woodstock Festival.
Woodstock maakte zijn debuut in de strip toen zijn moeder een nest bouwde op Snoopy’s buik. Toen de moeder niet terugkwam zorgde Snoopy tijdelijk voor Woodstock en de andere vogel in het nest. Uiteindelijk hield hij het niet meer uit met de twee en gooide ze het nest uit. De andere vogel bleef hierna weg, maar Woodstock keerde steeds terug. Uiteindelijk accepteerde Snoopy zijn aanwezigheid.

## Personage
Woodstock is Snoopy’s beste vriend en eeuwige gezelschap. Snoopy is de enige niet-vogel in de serie die Woodstock kan verstaan. Ook voor de lezer is Woodstock’s taalgebruik onbegrijpelijk daar het enkel bestaat uit losse tekens als “X”. Ook in de animatiespecials praat Woodstock op een onverstaanbare manier.
Woodstock heeft al sinds zijn introductie moeite met vliegen. Hij komt vaak stuntelend aangevlogen, wat direct door Snoopy wordt benadrukt met de zin "here comes Woodstock, flying in his usual topsy-turvy way".
Wat voor soort vogel Woodstock precies is wordt in de strip nooit onthuld. In de strip worden geregeld vogelsoorten genoemd, maar aan Woodstock’s reactie te zien behoort hij niet tot een van de genoemde soorten.
Woodstock is klein maar wel dapper. Hij komt geregeld voor Snoopy op als zijn vrienden te ver gaan. Woodstock lijkt ook bijzonder intelligent. Zo werkt hij geregeld als Snoopy’s secretaris.
Woodstock is in de strip geregeld op zoek naar zijn moeder.